# Hörgertshausen
Hörgertshausen ist eine Gemeinde im Norden des oberbayerischen Landkreises Freising. Sie ist Mitglied der Verwaltungsgemeinschaft Mauern.

## Geographie

### Geographische Lage

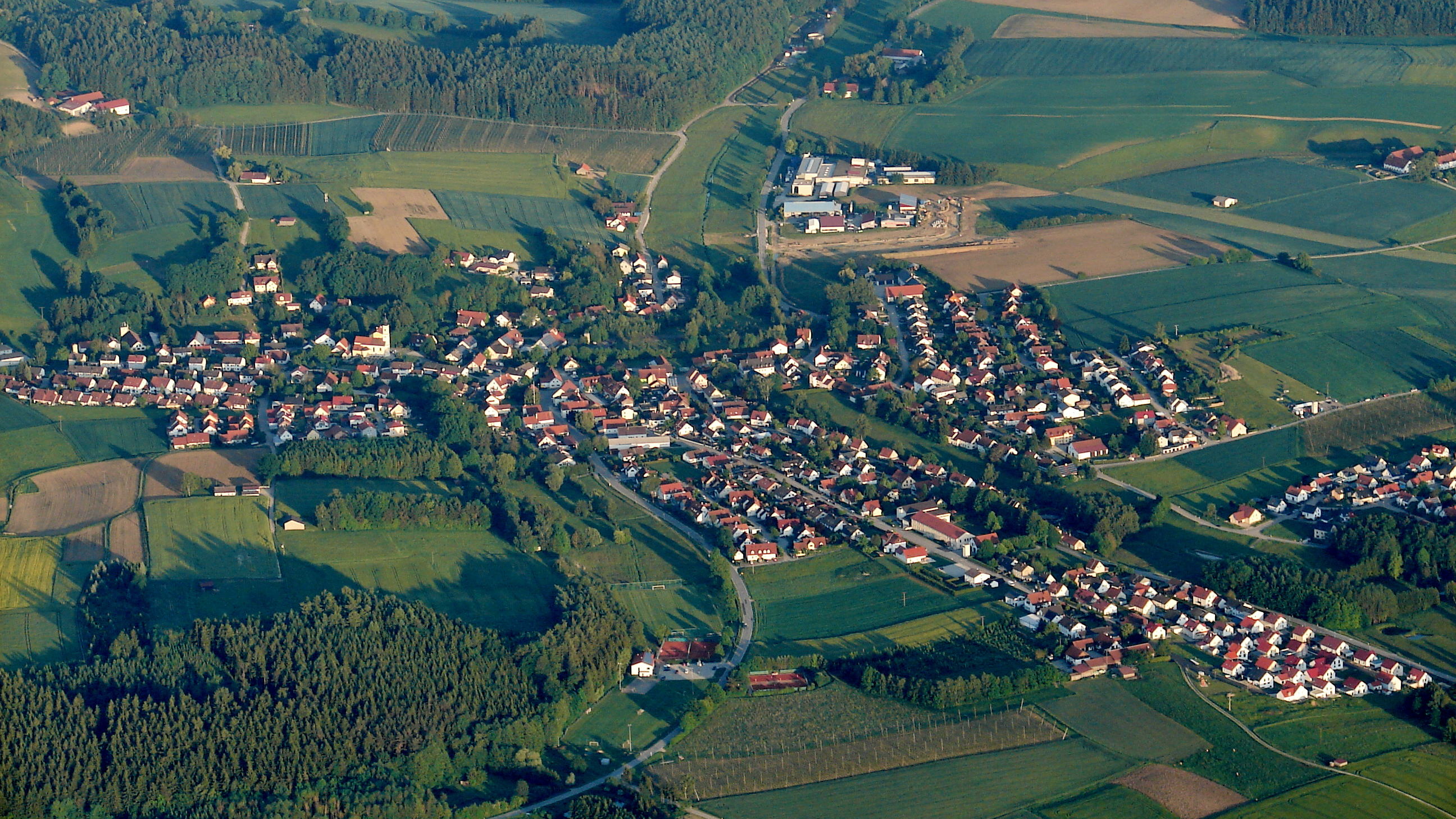
Luftbild von Hörgertshausen

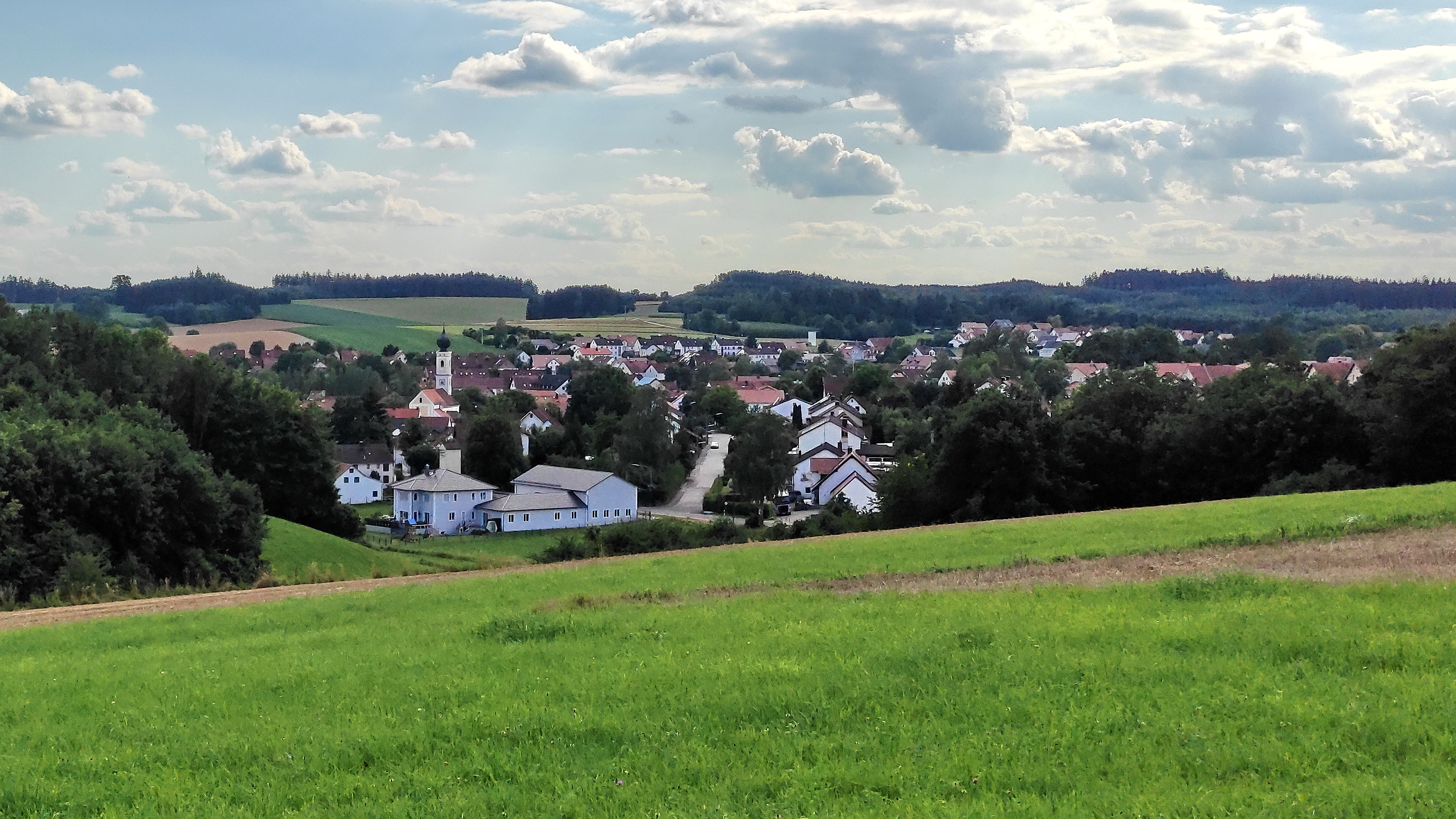
Ortsansicht von Norden

Hörgertshausen liegt auf 453 m ü. NHN am südlichen Rand der Hallertau und im nordöstlichen Teil des Landkreises Freising zwischen den Städten Moosburg und Mainburg. Das tertiäre Hügelland prägt die Landschaft der Gemeinde. Der höchste Punkt der Gemeinde ist bei dem Weiler Holzhaus mit 522 m ü. NHN.

### Gemeindegliederung
Es gibt 39 Gemeindeteile (in Klammern ist der Siedlungstyp angegeben):
- Ammersberg (Weiler)
- Bergmartl (Einöde)
- Doidorf (Weiler)
- Eckelsberg (Einöde)
- Fuchswinkl (Weiler)
- Goglhof (Einöde)
- Gröben (Einöde)
- Gütersberg (Einöde)
- Haider (Einöde)
- Haslreuth (Weiler)
- Hinterschlag (Einöde)
- Höfl (Einöde)
- Holzhaus (Einöde)
- Holzhäuseln (Weiler)
- Holzmichl (Wochenendhaussiedlung)
- Hörgertshausen (Pfarrdorf)
- Hub (Einöde)
- Kehrer a.Biber (Einöde)
- Kimoden (Einöde)
- Lackermann (Einöde)
- Limmer zu der Linden (Einöde)
- Margarethenried (Pfarrdorf)
- Neuöd (Einöde)
- Niederschönbuch (Weiler)
- Oberschönbuch (Einöde)
- Öd (Einöde)
- Peterswahl (Kirchdorf)
- Reißen (Einöde)
- Sammetsreith (Einöde)
- Sankt Alban (Kirchdorf)
- Saxberg (Einöde)
- Schlaghäuseln (Weiler)
- Sielstetten (Kirchdorf)
- Sixt i.d.Point (Einöde)
- Spitzstidl (Einöde)
- Stadlhof (Weiler)
- Vorderschlag (Weiler)
- Wies (Einöde)
- Wiesenberg (Einöde)

### Nachbargemeinden
Die Nachbargemeinden in den jeweiligen Himmelsrichtungen sind:
| Rudelzhausen | Volkenschwand                               | Gammelsdorf |
|              | Kompassrose, die auf Nachbargemeinden zeigt |             |
| Nandlstadt   |                                             | Mauern      |

### Klima
Das Klima ist gemäßigt, aber kühl. Die Jahresdurchschnittstemperatur liegt bei 7,9 °C. Es gibt das ganze Jahr über deutliche Niederschläge von Durchschnittlich 805 mm. Selbst der trockenste Monat Februar weist noch eine Niederschlagsmenge von 43 mm aus. Im niederschlagsreichsten Monat Juni sind es im Mittel 105 mm.

## Geschichte

### Bis zur Gemeindegründung
Keltische Gräber zeigen die Besiedlung schon in vorchristlicher Zeit. Erstmals urkundlich erwähnt wird Hörgertshausen relativ spät, am 8. Februar im Jahr 899 als Herigolteshusa in einer Schenkung von Kaiser Arnulf von Kärnten an einen Vasallen Grafs Luitpold namens Cholo. Der Ortsname bezieht sich auf die Häuser des Herigolt, wahrscheinlich des luitpoldinger- oder faganastämmigen Großvaters des ersten Erzbischofs der Diözese Salzburg Arn von Salzburg. Die Ortsteile Peterswahl (779) und Doidorf (892) wurden schon zuvor urkundlich erwähnt. 1081 wurden die Besitzungen, des im Kriegsdienst für Kaiser Heinrich IV. bei der Schlacht von Höchstädt gefallenen Pfalzgrafen Kuno II. von Rott in Hörgertshausen, an das Kloster Rott gestiftet. Diese blieben in Besitz des Klosters bis 1683. Im Laufe der Zeit erwarben neben dem Bistum Freising noch andere Adelige Besitz in Hörgertshausen, darunter die Herren von Rohrbach (1322), die Wirsberger (1487) die Taufkircher (1529) und die Seiboldsdorfer (1528). Seit 1549 war der Ort eine offene Hofmark der Grafen von Seiboldsdorf, die sich dadurch bis 1606 von Seiboldsdorf und Hörgertshausen nannten, den Zusatz von Hörgertshausen danach aber ablegten. Zugehörig war die Hofmark dem Landgericht Moosburg und dem Rentamt Landshut. 1550 wurde von den Seiboldsdorfern das Schloss Hörgertshausen erbaut. 1661 wurde die Hälfte des Dorfes, dass fast ausschließlich aus Holzbauten bestand von einer Feuersbrunst zerstört und im selben Jahre wieder aufgebaut. Bis 1818 hatten die von Seiboldsdorf die Grundherrschafts- und Niedergerichtsrechte in Hörgertshausen und zahlreichen weiteren Orten der heutigen Gemeinde.

### Ab der Gemeindegründung 1818
Die Hofmark wurde im Zuge der Verwaltungsreformen in Bayern 1818 in ein Patrimonialgericht umgewandelt. Die 1818 gebildeten Patrimonialgerichte II. Klasse Hagsdorf, Hörgertshausen, Mauern, Tegernbach und Thulbach wurden 1841 unter der Familie von Hofstetten zu einem gemeinsamen Patrimonialgericht II. Klasse unter der Benennung „Patrimonialgericht Mauern“ zusammengeschlossen. Im Jahr 1848 wurden die letzten Reste der Adelsherrschaft aufgehoben. Hörgertshausen wurde eine selbständige politische Gemeinde. 1852 wurde das baufällige Schloss abgebrochen.
Aufmerksamkeit erhielt der Ortsteil Margarethenried, als sich Ende der 1970er Jahre ein Aschram der Bhagwan-Sekte am Ortsrand befand und Menschen aus ganz Europa den Ort besuchten. Aufsehen erregte auch der Einsturz des Kirchturms in Sankt Alban am 19. Januar 1986, der in den Folgejahren wieder errichtet wurde.

### Verwaltungsgemeinschaft
Hörgertshausen ist seit 1978 Mitglied der Verwaltungsgemeinschaft Mauern, die aus den vier Mitgliedsgemeinden Hörgertshausen, Gammelsdorf, Mauern und Wang besteht.

### Eingemeindungen
1950 wurde der Weiler Vorderschlag aus der ehemaligen Gemeinde Enghausen umgemeindet.
1951 wurde der Einödhof Wiesenberg vom Markt Nandlstadt nach Hörgertshausen umgegliedert.
Im Zuge der Gebietsreform in Bayern wurden am 1. Mai 1978 die Gebietsteile Margarethenried, Ammersberg, Goglhof, Gütersberg, Haider, Haslreuth, Holzhaus, Stadlhof, Hinterschlag, Peterswahl sowie Sielstetten der aufgelösten Gemeinden Airischwand, Enghausen, Grafendorf und Margarethenried eingegliedert.

### Einwohnerentwicklung
Zwischen 1988 und 2018 wuchs die Gemeinde von 1523 auf 1968 um 445 Einwohner bzw. um 29,2 %.
Die Bevölkerung hat sich seit der ersten Volkszählung von 1840 wie folgt entwickelt:
(jeweils zum 31. Dezember / 2005: 30. Juni / 1840 bis 1987: Tag der Volkszählung)

## Politik

### Gemeinderat
Der Gemeinderat der Gemeinde Hörgertshausen besteht aus zwölf Mitgliedern. In den Kommunalwahlen trat für die Gemeinderatswahl seit 1945 jeweils eine Einheitsliste „Freie Wählergemeinschaft Hörgertshausen“ an. Bei der Gemeinderatswahl 2020 konnten zwei Mitglieder der CSU, welche auf der Einheitsliste kandidierten, je ein Mandat erzielen. Alle anderen Gemeinderatsmitglieder sind parteilos. Drei Frauen wurde in den Gemeinderat gewählt.

### Bürgermeister
Bei den Bürgermeisterwahlen 2014 setzte sich der Gemeinderat Michael Hobmaier mit 58,9 % gegen den seit 2002 als Zweiter Bürgermeister amtierenden Johann Radlmaier von der freien Wählergemeinschaft Hörgertshausen durch und wurde somit Nachfolger von Heinrich Kiermeier, der aus Altersgründen nicht mehr antrat.
Bei den Bürgermeisterwahlen 2020 konnte sich der Erste Bürgermeister, Michael Hobmaier (FWG), sein Amt mit 70,6 % gegen den 2. Bürgermeister, Gregor Wild (CSU), sichern. Als 2. Bürgermeisterin wurde Elisabeth Piterna aus den Reihen des Gemeinderats gewählt.

### Wappen
| Wappen von Hörgertshausen | Blasonierung: „In Silber eine rote Doppelstufe, überdeckt von einem schräglinks gestellten Schwert in verwechselten Farben.“ |
| Wappen von Hörgertshausen | Wappenbegründung: Die Doppelstufe ist das heraldische Kennzeichen der altbayerischen Adelsfamilie von Seiboldsdorf, die als Inhaberin der Hofmark Hörgertshausen von 1549 bis ins 19. Jahrhundert Grundherrschafts- und Niedergerichtsrechte in Hörgertshausen und zahlreichen weiteren Orten der heutigen Gemeinde ausübte. Das Schwert, hier Attribut des heiligen Alban, verweist auf die früher gut besuchte Wallfahrt im Gemeindeteil St. Alban. Dieses Wappen wird seit 1976 geführt. |

## Kultur und Sehenswürdigkeiten

### Museum
Im ehemaligen Raiffeisen Gebäude in Hörgertshausen befindet sich das Heimatmuseum der Gemeinde mit einer Vielzahl an Ausstellungsgegenständen des täglichen, bäuerlichen Lebens.

### Musik
- Schützen-Spielmannszug Hörgertshausen: Große überregionale Bekanntheit hat der Schützen Spielmannszug Hörgertshausen, der seit 1963 der Spielmannszug des Bayerischen Sportschützenbundes ist und gemeinsam mit der Marktkapelle Au jährlich die Schützen beim traditionellen Trachten- und Schützenumzug des Oktoberfests in München anführt.
- Hörgertshausener Chor: Der Hörgertshausener Chor, der aus dem Hörgertshausener Kirchenchor entstanden ist, tritt mehrmals im Jahr mit Gastsolisten auf und präsentiert neben klassischen Messen auch sonst vorwiegend klassische Konzertmusik. Als separater Teil fungiert der Kinderchor.
- Jugendblaskapelle Hörgertshausen / Mauern: Die Jugendblaskapelle Hörgertshausen / Mauern umrahmt nicht nur gesellschaftliche Veranstaltungen wie Fronleichnam, sondern gibt zu diversen Anlässen auch Konzerte.
- Musikanten in Margarethenried: Im Ortsteil Margarethenried herrscht ein reges musikalisches Treiben, ob mit der Musikgruppe Miteinand, die auch Gottesdienste musikalisch begleitet bis hin zur Männergesangsgruppe Holledauer Dutzend ist dort eine Vielzahl an Gesangsgruppen bis hin zur Schaugruppe D'Sauschwanzlbeißer beheimatet.
- Hörgertshausener Blasmusik: In den 50er Jahren gegründet war die Kapelle schnell im ganzen Landkreis bekannt. Vor allem durch die von ihrem Klarinettisten Matthias Schranner, seines Zeichens Wirt in Peterswahl, abgehaltenen Musikantentreffen waren bis zur Aufgabe der Gastwirtschaft in den 1990er Jahren überregional wichtig für die traditionelle Brauchtumspflege und wurde des Öfteren vom Bayerischen Rundfunk besucht und aufgenommen.

### Bauwerke

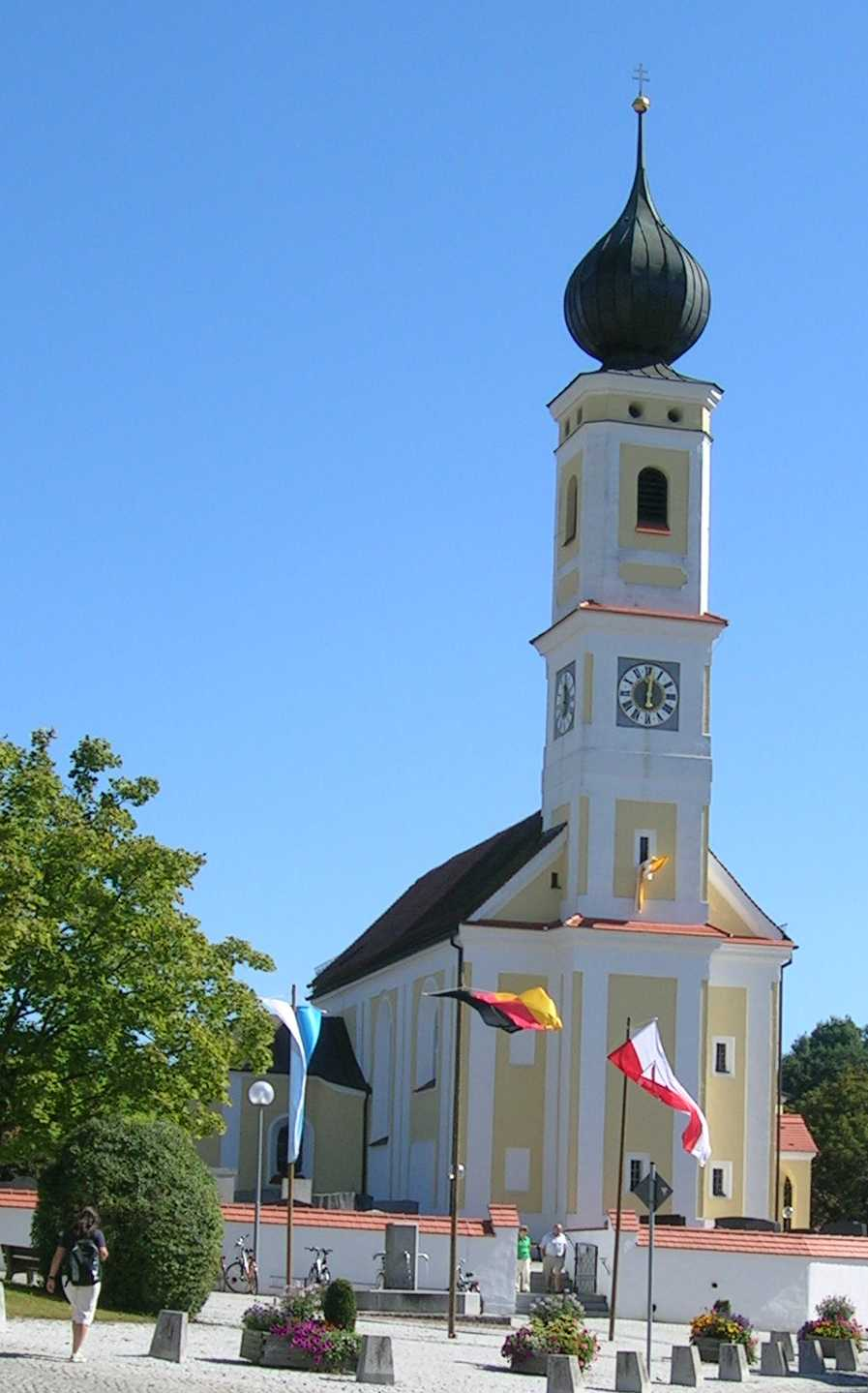
Pfarrkirche Hörgertshausen

- Pfarrkirche St. Jakobus der Ältere, Hörgertshausen, durch Christian Winck und Roman Anton Boos in den Jahren 1790/1791 ausgeschmückt
- Pfarrkirche St. Margareth, Margarethenried
- Wallfahrtskirche St. Alban, Sankt Alban
- Filialkirche St. Stephan, Sielstetten
- Filialkirche St. Peter und Paul, Peterswahl
- Kapelle Maria Trost, Doidorf
- Rathaus Hörgertshausen, ausgezeichnet mit dem Holzbaupreis 2007[14]

### Bodendenkmäler
Auf dem Gemeindegebiet befinden sich acht Bodendenkmäler aus vorchristlicher bis frühmittelalterlicher Zeit und um die Kirchen der Gemeinde.

### Regelmäßige Veranstaltungen
- „Albiganer Markt“ in Sankt Alban am fünften Sonntag nach Ostern, dem sogenannten Bittsonntag vor Christi Himmelfahrt
- Pferdesegnung am Patrozinium St. Stephan in Sielstetten

## Bildung
- Kinderhaus Hörgertshausen
- Grundschule Hörgertshausen[15]

## Wirtschaft und Infrastruktur
Landwirtschaft und besonders der Hopfenanbau prägen das Erscheinungsbild des Ortes.

### Verkehr
Hörgertshausen hat einen ÖPNV-Anschluss nach Moosburg (Zugverbindung nach Freising und München bzw. nach Landshut), Mainburg und Nandlstadt mit der MVV-Buslinie 683.
Die Hallertauer Hopfentour, ein Radweg durch die Hallertau verläuft durch die Gemeinde.
Durch das Gemeindegebiet verlaufen die Staatsstraße St 2085 sowie die Kreisstraßen FS 25 und FS 26.

### Ansässige Unternehmen
Neben einigen Handwerksbetrieben der Holz- und Eisenverarbeitung befinden sich in Hörgertshausen auch verschiedene IT-Betriebe, zwei Bauunternehmen, zwei Automobilwerkstätten, eine Lackiererei, ein Dachdecker- und Bauspenglerei Betrieb, eine Metzgerei mit Cateringservice und Zeltverleih und noch einige Unternehmen anderer Branchen.
In Hörgertshausen befindet sich die Hauptniederlassung der Sole Hörgertshausen GmbH, einer Tochterfirma der italienischen Prima Sole Components Corporation, die z. B. Kunststoffpressteile für den VW-Konzern fertigt.

### Öffentliche Einrichtungen
- Zweckverband zur Wasserversorgung der Hörgertshausener Gruppe

### Vereine
In den verschiedenen Gemeindeteilen herrscht ein reges Vereinsleben, das das öffentliche Leben bereichert.

## Persönlichkeiten

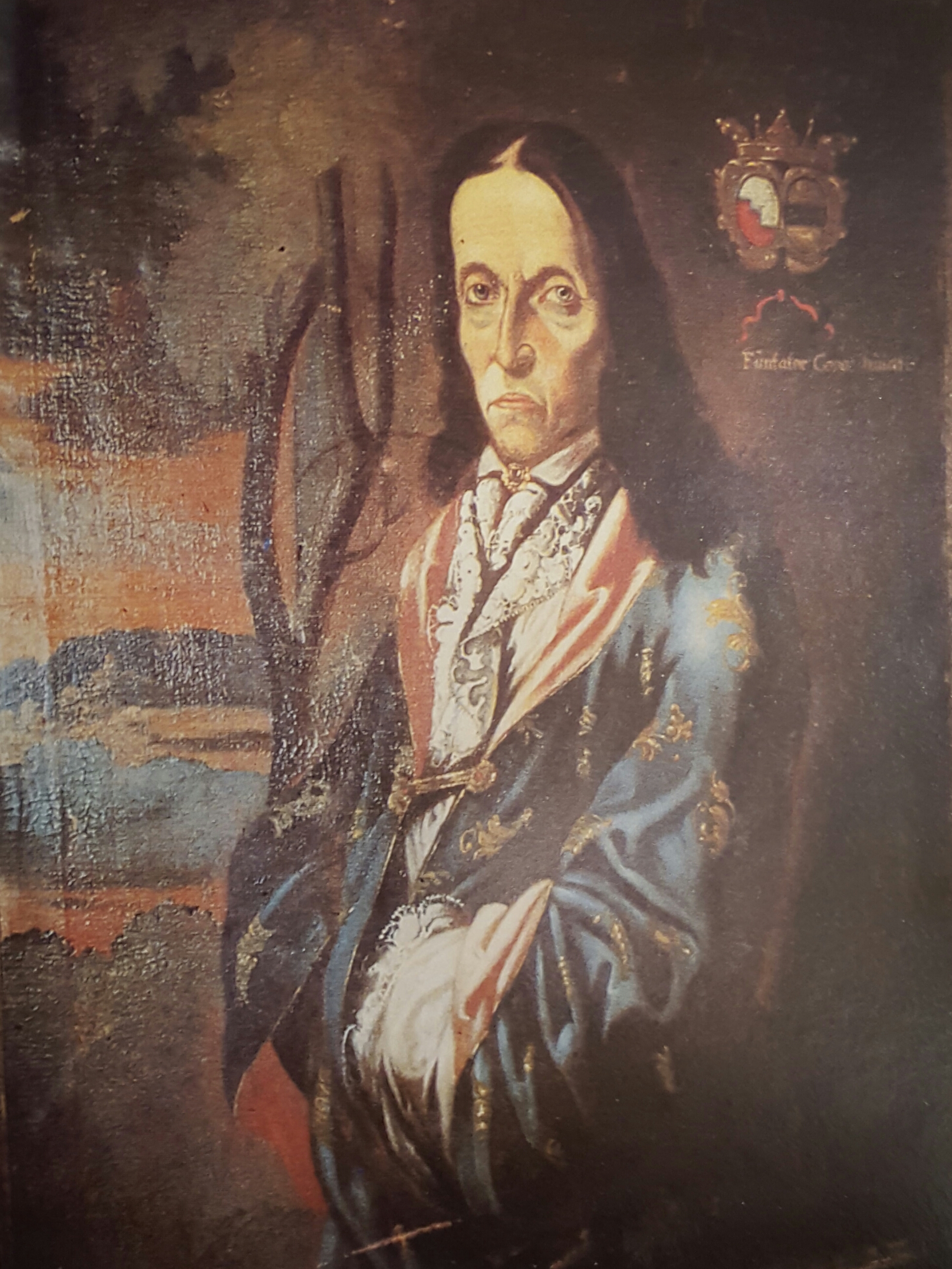
Johann Georg, Graf von Seiboldsdorf

### Ehrenbürgermeister
- Lorenz Fischer, Bürgermeister 1912–1937 (1937)

### Ehrenbürger
- Anton Eichner, Kammerer, Pfarrer der Gemeinde von 1929 bis 1952 (1950)
- Erich Soika, Geistlicher Rat, Pfarrer der Gemeinde von 1960 bis 1985 (1980)

### Söhne und Töchter der Gemeinde
- Johann Georg Graf von Seiboldsdorf (1628 – 19.11.1699), Geheimrat, Kämmerer und Statthalter von Niederbayern[7]
- Philipp Fischer (1744–1800), Universitätsprofessor, Medizinalrat und kurfürstlicher Leibarzt[7]
- Daniela Pichlmaier, Hallertauer Hopfenkönigin 2001/02